# Kazuma Iwamoto
Kazuma Iwamoto (jap. 岩本 壱馬, Iwamoto Kazuma; * 20. Dezember 1988, Tomakomai, Hokkaidō) ist ein japanischer Eishockeyspieler, der seit 2021 bei den  Yokohama Grits in der Asia League Ice Hockey unter Vertrag steht.

## Karriere
Kazuma Iwamoto begann seine Karriere bei den Lakeshore Panthers in einer kanadischen Nachwuchsliga. Von 2006 bis 2009 spielte er für die Wyoming Seminary Preparatory School und anschließend in der dritten Division der National Collegiate Athletic Association für die Mannschaft der SUNY-Geneseo. 2013 kehrte er in seine japanische Heimat zurück und spielte bis 2021 für die Nikkō IceBucks in der Asia League Ice Hockey. Anschließend wechselte er zum Liganeuling Yokohama Grits.

### International
Für Japan nahm Iwamoto im Juniorenbereich an der U18-Weltmeisterschaften der Division I 2006 und der U20-Weltmeisterschaften der Division II 2007 teil.
Für das japanische Herren-Team debütierte er im Alter von 30 Jahren bei der Weltmeisterschaft der Division I 2019.

## Asia-League-Statistik
(Stand: Ende der Saison 2022/23)